# نیکولا پیستویا
نیکولا پیستویا (ایتالیایی: Nicola Pistoia؛ زادهٔ ۳۱ مارس ۱۹۵۴) بازیگر و کارگردان فیلم اهل ایتالیا است.
از فیلم‌ها یا مجموعه‌های تلویزیونی که وی در آن‌ها نقش داشته است، می‌توان به پاپ ژان پل دوم، مینو، سرانجام، منزل، پاینده‌باد ایتالیا و سوءتفاهم‌های جزئی اشاره نمود.